# Clarens
För andra betydelser, se Clarens (olika betydelser).

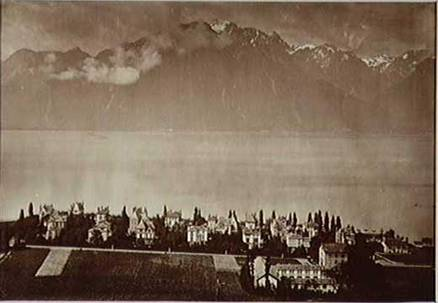
Clarens omkring 1882

Clarens är en liten by i Montreux kommun i kantonen Vaud i Schweiz.

## Berömda personer som bott i Clarens
- Tonsättaren Pjotr Tjajkovskij (1840–1893) skrev där bland annat sin violinkonsert (i mars 1878).
- Den sydafrikanske frihetshjälten Paul Kruger (1825–1904) dog i Clarens.
- Anarkisten och geografen Élisée Reclus (1830–1905) bodde där från ca 1872.
- Tonsättaren Igor Stravinskij (1882–1971) skrev där bland annat baletterna Våroffer (1913) och Pulcinella (1919). En konsertsal i Montreux, Auditorium Stravinski, är uppkallad efter Stravinskij.[1]